# Tren de Aragua en Perú
En el Perú, la megabanda criminal multipropósito y multinacional de origen venezolano el "Tren de Aragua" opera bajo la modalidad de franquicias. Originada como un sindicato, está bajo el liderazgo de Héctor Guerrero Flores, alias “El Niño”, teniendo (antes de su fuga) como base central la cárcel de Tocorón. En el Perú, las facciones del "Tren de Aragua" están involucradas en actividades ilícitas como la trata de personas para la explotación sexual, extorsión ("préstamo gota a gota"), sicariato, tráfico de migrantes, lavado de dinero, robos, secuestros, tráfico ilegal de oro, narcotráfico, entre otras actividades. A diferencia de las maras de El Salvador, los miembros de las facciones del "Tren de Aragua" no tienen signos identificables como tatuajes.
La llegada del "Tren de Aragua" al Perú se da tras la crisis migratoria venezolana. Tiene como una de sus principales facciones a "Los Gallegos", siendo una de las facciones, "Los Hijos de Dios", creada en el Perú a diferencia de las demás. Otras bandas criminales extranjeras que tendrían presencia, o se disputan presencia, en Perú son: "Cota 905", "Los Tiguerones", "Los  Malditos del Rolex", "Puros Hermanos Sicarios" (PHS), "Los Roleros de Caracas", "Los Malditos de Carabobo", "Los Gallegos", "Los Malditos de Aragua", "Los Bebés de Palmitos", "Los Anti Tren de Aragua", "Guerrila Pobre y "Las Babys del Tren", entre otras.
A pesar de los golpes asestados al "Tren de Aragua" en Perú, expertos ven como un desafío la permanencia de delincuentes venezolanos en cárceles peruanas, enfrentándose a sobrepoblación, la falta de tecnología para seguir el rastro de otras células y el riesgo de la expansión de la organización criminal en los centros penitenciarios del país.

## Estructura
El líder o "pran" del "Tren de Aragua" es Héctor Guerrero Flores, alias "El Niño", que estuvo interno en la cárcel de Tocorón. Tiene como centro de operaciones la cárcel de Tocorón (antes de la fuga de Guerrero) además del barrio de San Vicente. En el barrio de San Vicente, el "Tren de Aragua" usa como fachada social la "Fundación Somos el Barrio JK". El "Tren de Aragua", a través de la "Fundación", tiene contacto con consejos comunales, los Comités Locales de Abastecimiento y Producción (CLAP) y las Unidades de Batalla Hugo Chávez (UBCH), una asociación de militantes chavistas con lazos con el Partido Socialista Unido de Venezuela (PSUV) dedicado a la defensa del ideal bolivariano.
La expansión del "Tren de Aragua" hacia otros países se da a partir del año 2015 durante la crisis de refugiados venezolanos (en el Perú, especialmente tras la crisis de refugiados del año 2018). Al llegar el "Tren de Aragua" a cada país sus miembros se adaptan a la realidad material del lugar, asumiendo los negocios delictivos que más le podrían generar réditos económicos. El primer reporte de la presencia del "Tren de Aragua" en un país fuera de su nación de origen se da en Perú en el año 2018.
La organización tiene diversas facciones en Perú, todas subordinadas a Guerrero Flores, entre ellas: "Los Gallegos", "Los Hijos de Dios", "Guerrilla Pobre", "Los Reyes del Secuestro", "Los Pargos", "Los Malditos del Cono", "Los Tratantes de Chala", "Los Mellizos", "Los Malditos de Cagua", "La Dinastía Alayón" y "Los Injertos del Tren de Aragua". El brazo derecho del “Tren de Aragua” son “Los Gallegos”. La relación de "Los Gallegos" con el "Tren de Aragua" se estableció en el año 2022 cuando fueron capturados 30 integrantes de "Los Gallegos", cuyos integrantes obedecían las órdenes de un sujeto llamado HD, que fue identificado como Héctor Guerrero.
Los criminales se reúnen en los "búnkeres", casas alquiladas usadas para organizar las actividades criminales. No disponen de signos identificables como tatuajes aunque suelen grabar videos de sus crímenes. Los lugares usados para la prostitución son denominados "plazas". Dentro de las "plazas", los miembros de la facción del "Tren de Aragua" en el lugar se distribuyen en diversos roles, siendo estos los "transportadores" (que trasladan las víctimas de prostitución), los "vigilantes" (que vigilan la "plaza"), los "gatilleros" (que portan armas para mantener la hegemonía sobre la "plaza"), los "recaudadores" (que cobran cupo a las víctimas") y los "administradores" (que gestionan las casas de acogida, los lugares donde llegan las víctimas de prostitución).
Las facciones rinden cuentas a "El Niño", siguiendo, además, sus lineamientos. La expansión de las facciones del "Tren de Aragua" se da a través del armamento que manejan y su séquito de sicarios (denominados "gatilleros"). Además, se ha identificado que las facciones del "Tren de Aragua" operan a veces en conjunto con otros grupos de delincuentes venezolanos y que las diversas facciones del "Tren de Aragua" pueden enfrentarse entre sí por el dominio de determinados territorios manteniéndose siempre bajo el liderazgo de Guerrero Flores. Por otra parte, debido a la peligrosidad del "Tren de Aragua", se ha detectado que algunos criminales peruanos fingen ser parte de dicha organización criminal para amedrentar a sus víctimas.
Debido a las comodidades que goza Guerrero Flores en la cárcel de Tocorón, se sospecha que el gobierno de Nicolás Maduro favoreció la expansión de las estructuras criminales venezolanas como forma de aliviar la inseguridad en su país y desestabilizar países receptores de migrantes. Según declaraciones de un sicario capturado, su armamento era de secuestradores extranjeros "financiados por el gobierno de Venezuela". Además, se ha señalado que, aunque el "Tren de Aragua" no tiene ideología política, tras su aparición se sometió a las disposiciones del régimen chavista. Como parte de este enlace, se ha denunciado que Maduro solicitó ayuda al "Tren de Aragua" para reprimir las protestas contra su régimen en el año 2017. La solicitud, según, fue hecha a través de Tareck El Aissami. Otro caso señalado es el de Ronald Ojeda, disidente venezolano radicado en Chile, que fue secuestrado y asesinado en dicho país. Según las declaraciones de detenidos implicados en tal acción e investigaciones fiscales, Diosdado Cabello coordinó con el "Tren de Aragua" para la operación.

## Presencia en Perú

### Primer reporte
El 3 de agosto de 2018, cuando planeaban asaltar una agencia bancaria ubicada en el distrito de Independencia, fue capturado el venezolano Edison Agustín Barrera, alias "Catire", junto a cuatro sujetos de la misma nacionalidad, en el centro comercial de Plaza Norte tras una operación de seguimiento de la policía. "Catire" era conocido por grabar videos, que luego subía a las redes sociales, asesinando a sus víctimas. Junto a "Catire" fueron capturados:  Víctor Rivero Álvarez, Manuel Ruiz Valbuena, José Zorrilla Velásquez y Rodysnimel Alcántara Brito. Se les incautaron dos revólveres, una pistola, una granada, pasamontañas y el croquis de un plano donde tenían señalada la oficina bancaria en Callao. El jefe de la Dirección de Investigaciones Criminales de la Policía Nacional del Perú, Juan Carlos Sotil, declaró en una conferencia de prensa que al menos quince miembros de la banda habían ingresado a Perú para entonces.
Posteriormente, en el año 2019, "Catire" fue condenado, junto a Zorrilla Velásquez y Alcántara Brito, a 8 años de prisión mientras que Rivero Álvarez fue condenado a 6 años y Ruiz Valbuena a 12; además de una reparación civil de 20 mil soles en favor del Estado. La pareja de "Catire", Jimena Araya, alias "Dama del Hampa", huyó del Perú a través de la frontera con Ecuador. Con la captura de "Catire" se consideró que el "Tren de Aragua" había sido desarticulado en Perú. Sin embargo, a pesar de la condena de "Catire", este siguió siendo el encargado de las operaciones en la costa pacífica de América del Sur desde el penal, según se reportó en el año 2022 desde Chile. Se identificó que uno de los cabecillas del "Tren de Aragua" en Chile, Carlos González Vaca, alias "Estrella", le reportaba sus operaciones a "Catire".
La captura de "Catire", además, fue la primera evidencia de la presencia del "Tren de Aragua" en el territorio del país andino aunque su caso fue visto como un caso aislado.

### Año 2019
Según un reportaje del dominical Panorama, más de 20 bandas criminales de origen venezolano, entre ellas el "Tren de Aragua" habían ingresado al Perú hasta el año 2019.  La Dirección Nacional de Investigación Criminal (DIRINCRI) señaló que los delincuentes venezolanos eran “extremadamente violentos y temerarios” y se “jactan de sus crímenes”. Mientras, el por entonces ministro del interior, Carlos Morán, señaló que la presencia de venezolanos “ha disparado” los indicadores de la incidencia delictiva en Lima.

#### Llegada de "Machelo"
En septiembre de 2019, fueron hallados los restos descuartizados del peruano Jafet Torrico y el venezolano Rubén Mauricio Matamoros Delgado. Ambos personajes estaban relacionados con el tráfico de drogas al menudeo. Matamoros había sido expulsado del Perú en mayo del mismo año y se mostraba en redes con armas. El responsable intelectual del asesinato fue Freddy Romero Sulbarán, alias "Machelo". El objetivo de "Machelo" era controlar para el Tren de Aragua el negocio de venta de drogas al menudeo y de explotación sexual de mujeres.  Luego, "Machelo" huyó a Colombia, donde fue capturado y extraditado al Perú en julio del 2022.

#### Otras acciones
En julio del 2019 fue capturado Hernán David Landaeta Garlotti, alias "Satanás". Landaeta, integrante de "Los Caraqueños" del "Tren de Aragua", estaba involucrado en un asalto y en la muerte de un policía en el año 2018. Posteriormente fue detenido en Chile tras fugarse de Perú. El 25 de enero de 2023 capturan a 17 venezolanos y un colombiano en la región de Tarapacá, Chile, pertenecientes a la megabanda criminal entre ellos se encontraba Landaeta Garlotti quien era solicitado por Venezuela desde 2017. Desde donde la justicia chilena accedió a deportarlo a Venezuela.
En agosto del 2019, fueron capturados en el distrito de San Martín de Porres, cuatro sujetos de nacionalidad venezolana llamados Yonder Alfonso Arias Gerdes, Leonardo Jaimes Adrián, Henry José Colmenares y Harold Luis Hernández Artiga, tras robar una casa de apuestas ubicada en el referido distrito. Según detalló la policía, los sujetos capturados estaban relacionados con el "Tren de Aragua".
En octubre del mismo año, en Trujillo, fue capturado el venezolano Rubén Elías Martínez Naranjo, quien afirmaba ser parte del Tren de Aragua. Martínez fue detenido luego de extorsionar a una persona exigiéndole 10 mil dólares a cambio de no atentar contra su vida. El medio usado para contactar con su víctima era WhatsApp. Al ser detenido, alegó haber acudido para recoger un encargo.

### Año 2020

#### "Mamera" y el "Cholo Isaac"
El 9 de enero del 2020, Isaac Hilario Huamanyalli, alias "Cholo Isaac", fue asesinado por sicarios en la avenida Arequipa. El "Cholo Isaac" era el líder de una red de proxenetismo en Lince y San Juan de Miraflores y había tenido contacto con el "Tren de Aragua" para ser proveído de mujeres venezolanas para la prostitución. El contacto lo hizo con José Luis Rodríguez Rodríguez, alias "Mamera", cabecilla de "Los Gallegos". "Mamera" luego ordenó el asesinato del "Cholo Isaac" para tener el control del proxenetismo, quedando a cargo de este ilícito para el "Tren de Aragua". Al poco tiempo, "Mamera" fue detenido en el denominado "Búnker del mal", ubicado en Punta Negra, pero fue liberado a los pocos meses. Posteriormente, "Mamera" fue liberado, escapando a Colombia donde lidera a distancia las actividades ilícitas en Perú.

#### Otras acciones
El 4 de julio del 2020, fue desarticulada la banda "Los gatilleros de San Martín de Porres". Entre sus miembros capturados (11) había 4 venezolanos y 1 colombiano. Los venezolanos eran parte del "Tren de Aragua" y la captura se realizó cuando se encontraban reunidos planeando un asalto a una tienda comercial y a un camión. El 7 de julio del 2020, fue detenido el venezolano Michael Enrique Rondón Urbay, alias "Pelado", junto a su compatriota Adrián José Valecillos Briceño, alias "Tribilin" o "El Flaco"; ambos del "Tren de Aragua". "Pelado" fue capturado cuando planeaba viajar a Venezuela para descuartizar personas.
El 21 de enero de 2020, como consecuencia de varios actos delictivos, en la gestión del General PNP ® Carlos Morán, Ministro del Interior de entonces, se creó la Brigada Especial de Investigación Contra la Criminalidad Extranjera - BEICCE, encargada de la lucha contra la criminalidad que involucre a ciudadanos extranjeros en el Perú con competencia a nivel nacional.

### Año 2021
Tres sujetos llamados Luis Enrique Canales Veliz, Nolberto Martin Muñante Sihuas, alias “Tío Pota” y Víctor Alfredo Córdova Zapata fueron internados, en mayo del 2021, a nueve meses de prisión preventiva por extorsionar y exigir el pago de 200.000 soles a la Radio Karibeña. Los sujetos se identificaban como parte del "Tren de Aragua", realizaban llamadas telefónicas y videos amenazantes portando armas de fuego y dejaron una granada en el frontis de la radio.
En la ciudad de Tacna en 2021 fue tomada por algunos integrantes de la banda para traficar personas hacia Chile, traen venezolanos reclutados en Colombia y Ecuador, la nueva ruta incluye Bolivia: desde Tacna, los "trocheros", los llevan a Desaguadero y de ahí a Pisiga que se encuentra a 2 km de la frontera con Chile. En junio del mismo año, fueron capturados Alvis Díaz Villegas y Osmeydi España Mendoza, ambos sicarios del "Tren de Aragua"  ejecutores del asesinato del venezolano Josep Bautista Rivero. Junto a Díaz  y España fueron capturados María Henrriquez Briceño y Grismal Johanvi Machado.
El 28 de julio el presidente de la República, Pedro Castillo, en su primer mensaje a la nación en relación con la inseguridad ciudadana mencionó la criminalidad creciente anunciando la expulsión en 48 horas de los extranjeros implicados en crímenes de homicidio y secuestro. 
En septiembre del 2021, fueron capturados en el distrito de San Isidro dos miembros de la banda "Los malditos del Rolex" que pertenecían al "Tren de Aragua". Los capturados fueron Rainel Jesús Leal Partidas, alias "Barba" y Jeisell Jesús Cambero Medina, alias "Chamito", ambos de nacionalidad venezolana. quienes en el restaurante Jeronimo de Miraflores asaltaron a varios comensales arrebatandoles joyas y costosos relojes Rolex.
En noviembre del 2021, en Lambayeque, se denunció que un grupo de venezolanos vinculados al "Tren de Aragua" amenazaba y extorsionaban a un fiscal exigiéndole la suma de 100.000 soles. En el mismo mes, fueron rescatados 6 mujeres (entre ellas 4 menores de edad) que eran explotadas sexualmente por miembros del "Tren de Aragua". En el lugar fueron detenidos 12 personas: Dorian Alejandro Liendo Cedeño, Kleyber Josué Palacios Odreman, Miguel Alejandro Cedeño Santana, Carlos Luis Arraiz Briceño, Antony Carabayo Reyes, Andy Eduardo Garfidez Rodríguez, Dennis José Silva Parra, Gleyder Gerse Calderón Salazar, Víctor Alexander Rosales Montes, Neomar Armando Enriguez Aponte, Víctor Hugo Suárez Tarazona y Vanesa Andreína Gonzales Marrero. En diciembre del 2021, fueron capturados los venezolanos Lisandro Antonio Gómez Mussett y José Eduardo Musett Brazón y el peruano César Alexander Villar Flores. Los venezolanos estaban vinculados al "Tren de Aragua". Los tres detenidos se dedicaban a la comercialización de drogas.

### Año 2022

#### Llegada de alias "Mamut"
Tras estar "Mamera" en la clandestinidad, Héctor Prieto Materano, alias "Mamut", llegó al Perú en el 2022 desde Brasil. Con la llegada de "Mamut" se desató una guerra entre los seguidores de "Mamera" y los de "Mamut" por el control de las plazas de prostitución. En enero del 2023, fue capturado "Mamut", pero debido a que ordenó el ataque contra "Mamera" desde la prisión, fue trasladado a la prisión de Challapalca. Luego de la captura de "Mamut", la banda criminal "Cota 905" empezó a reclamar los lugares controlados por éste, para tal fin intentaron matar a Rafael José Parra Rojas, del "Tren de Aragua" y encargado de la seguridad de las trabajadoras sexuales explotadas.

#### Creación de "Los Hijos de Dios"
En julio de 2022, es fundada en una convención encabezada por el "Niño" Guerrero, en Paracas, la facción de "Los Hijos de Dios". A pesar de estar recluido en el Penal de Tocorón, Guerrero se comunicó con sus secuaces mediante una llamada telefónica desde el penal.

#### Captura de "Armando"
El 11 de noviembre del 2022, autoridades de la Dirección de Trata de Personas y Tráfico Ilícito de Migrantes de la PNP, la Subunidad de Acciones Tácticas (SUAT) de la PNP y la Segunda Fiscalía Supraprovincial Corporativa Especializada en Crimen Organizado arrestaron a 30 miembros de "Los Gallegos", banda asociada al "Tren de Aragua" liderada por José Ángel Ortega Padrón, alias "Armando", decomisándoles 3 armas largas, dos armas cortas, 9 cargadores y decenas de municiones. Según el General Ulises Guillén, la banda seguía órdenes desde la cárcel de Tocorón, reclusorio donde está detenido "El Niño". Además, según las autoridades peruanas, "Los Gallegos" están relacionados con el homicidio de dos ciudadanas ecuatorianas en el centro de Lima.  Además, se inició el operativo de búsqueda de Gabriela Rengifo Carvajal, alias "Gaby", hermana de "Armando" y su brazo derecho. En 2023, junto a "Mamut", "Armando" fue trasladado a Challapalca para evitar que ambos sigan dirigiendo las redes de explotación sexual y sicariato desde la prisión de Piedras Gordas.

#### Otras acciones
El 21 de marzo de 2022 fueron detenidos dos integrantes de la banda por robo y secuestro agravado entre ellos a Anthony Isaías García Mavares, alias "Cara de mono", en el distrito de La Molina, Lima.
El 3 de noviembre, tres ciudadanos colombianos que se dedicaban al préstamo de dinero fueron asesinados a tiros en una plaza en el distrito de Mala, Cañete, además de los asesinatos, los criminales dejaron un panfleto en el sitio que decía: "De Mala, Cañete: Esto es para todos ‘los gotas’ [prestamistas]. Respeten el sistema. Atte. Los Gallegos".
El 2 de diciembre de 2022 detuvieron a 23 integrantes de la banda criminal  "Los Gallegos" una facción del Tren de Aragua. El 15 de diciembre es abatido en el sector de la vía Colón-Ureña, Táchira, José Wuikenfil Villalobos Rojas, quien fue responsable de un ataque con explosivos a oficiales de policía peruanos.
También 17 000 venezolanos fueron detenidos por diversos delitos en Perú durante 2022. Entre ellos a Christopher Joseph Fuentes Gonzales, más conocido como 'Maldito Cris' delincuente de "Los Malditos del Rolex"  pero fue liberado a los pocos meses junto a otros cómplices. De acuerdo a estadísticas de la Dirincri, de las 93 personas detenidas por extorsión, en lo que va del 2022, el 34% fueron extranjeros. La mayor parte es de nacionalidad venezolana y en menor medida, colombianos y ecuatorianos.

### Año 2023

#### Remanentes de "Mamut"
Tras la captura del "Mamut" en enero del mismo año, sus hombres de confianza se reorganizaron en una banda denominada "Los soldados de Mamut" liderada por Alenny José Belisario Castillo, alias "Sombra". El objetivo de "Los soldados de Mamut" era expandirse al tráfico de drogas y retomar el control de los negocios ilícitos. Otros "soldados de Mamut" eran Wilker Martínez Suárez y John Vega Kasle, ambos con un amplio prontuario criminal. Fueron capturados por la policía junto a Yormary del Valle Hinojosa García y Simón José Barrera Ramos. Estuvieron involucrados en las muertes del empresario Óscar Paiva Guadalupe y de Robin Leyden Pinco Aguirre.

#### Reunión en Canta: alias "Juancho" y el "Maldito Cris"
Con la misión de poner fin a los enfrentamientos entre las facciones del "Tren de Aragua", en especial la de "Mamera" y la del "Mamut", llegó al Perú alias "Juancho". El encargado de la seguridad de "Juancho" fue destinado a Christopher Fuentes González, alias "Maldito Cris", un raquetero venezolano perteneciente a otra banda criminal llamada "Los Malditos del Rolex". El 11 de junio, el "Maldito Cris" fue detectado en Canta como partícipe de la celebración de la llegada de "Juancho" al Perú. Dicha reunión, además, sirvió para conciliar las facciones y bandas criminales enfrentados que operan en el Perú.
El 17 de junio, en un fuego cruzado donde tres policías fueron heridos, fue dado de baja al "Maldito Cris", quien era buscado por la policía peruana por el asesinato de un sereno de Surco en abril del mismo año durante un atraco de un minimarket y rápidamente su caso se convirtió en emblemático a nivel nacional. El "Maldito Cris" se encontraba acompañado por dos delincuentes más, Dani José Marcano Andrade y Alvin Daniel Vargas García, quienes fueron capturados. Sin embargo, Marcano y Vargas fueron liberados por disposición de la fiscal María del Socorro Abad Tandazo. Vargas huyó a Chile. Otro amigo del "Maldito Cris", Jorge Luis Zarraga Rosales, que fue capturado posteriormente, fue liberado por la fiscal Juana Rosas Ruiz.
El 12 de agosto el Poder Judicial aprobó una orden de captura internacional contra la venezolana Wanda del Valle Bermúdez Viera, novia del abatido "Maldito Cris", luego que Wanda difundiera una recompensa que ofreciera a quien acabe con la vida del coronel PNP Víctor Revoredo.
Tras la muerte del "Maldito Cris", Vladimir José González García, alias "Cachaquito", fue contratado por la organización criminal para sucederle. Sin embargo, fue capturado tras una balacera. Otro capturado fue Luis Castaño Flores, otro miembro del "Tren de Aragua". Castaño planeaba asesinar al coronel Revoredo para cobrar la recompensa de Wanda. Tras la captura de Deyvis Leandro Godoy Rodríguez, este reveló que a través de su primo Moisés José Campos Rodríguez fue contactado por Wanda para matar al coronel Revoredo. Según detalló, Wanda contactó con 6 sicarios de la localidad venezolana de Cumaná ("Morocota", "Pirueta", "Catarro", "Cinco Minutos") integrantes de "Carro Azul", una facción del "Tren de Aragua", para ultimar al policía ofreciendo una recompensa de 40 mil dólares. Ya desde el 26 de abril de 2023 la policía peruana había solicitado al jefe de la Interpol Lima se gestione la notificación azul contra Wanda del Valle, con el fin de localizarla para que responda a la justicia por los delitos, quien llegó a nuestro país en 2019, de acuerdo a su ficha migratoria, proveniente del Ecuador. El alto mando policial confirmó que la institución del orden solicitó al Ministerio Público la detención preliminar de Wanda por la amenaza al coronel Revoredo. Según información confidencial, la extranjera ya habría cruzado la frontera hacia Colombia. No obstante, el jefe de la Dirincri, Luis Flores, aseguró que Wanda  La Bebecita del crimen aún estaba en suelo peruano.
Alias "Toro" reemplazó a "Mamut" teniendo como mano derecha a "Juancho". Otros líderes del "Tren de Aragua" identificados por la policía fueron "Leo Dakota" y "Omar Huito.

#### Captura de "Negro gordo", "La Caraqueña" y "Nino"
En abril, fue desbarata la banda "Los injertos del Tren de Aragua" liderada por Erick Jonathan Urbina, alias "Negro Gordo". Junto a él fueron detenidos 60 personas, entre ellas su lugarteniente Omeliza Regardiz, alias "Mily".
En julio del 2023, fue capturada Faridy Lusimar Zea Hernández, alias "La caraqueña". Era la cabecilla de "Los Hijos de Dios", facción del "Tren de Aragua", que operaba junto a su novio controlando la explotación sexual en el Cercado de Lima.  Con el megaoperativo Virgo 2023 del 5 de octubre fue desarticulada la facción del "Tren de Aragua" llamada "Dinastía Alayón", facción que era liderada por Yomar Delgado Palacios, alias "Nino". Yesmith Adriana Cabargas Castaño, pareja de "Nino" y la presunta sucesora de "Wanda", quien es investigada por los mismos delitos, también fue capturada esa madrugada.

#### Otras acciones
En enero de 2023 fueron detenidos otra agrupación vinculada al "Tren de Aragua" llamada "Los Reyes del Secuestro". Otra banda desbaratada fue "Los Pargos del Tren de Aragua", quienes secuestraron al empresario José Gabriel Silva Vásquez. En los operativos que lograron la liberación de Silva también fue liberado José Luis Camargo Castillo, trabajador de Silva.
El 9 de marzo, la policía identificó al asesino de la trabajadora transexual "Rubí Ferrer" como venezolano Daiverson Rodríguez, quien era miembro de la banda criminal "Los Gallegos" (facción del Tren de Aragua). Antes del asesinato de "Rubí", fue asesinada la trabajadora transexual "Priscila". Se identificó, y capturó, a la venezolana Eglismar Andreína Reyes Sojo, "Andrea", como parte del aparato logístico de "Los Gallegos", siendo además la que ordenó el asesinato de las dos trabajadoras sexuales por el control del jirón Zepita en el Centro de Lima.
En abril de 2023 el odontólogo Christian Gerardo Quispe Culqui fue secuestrado, torturado y finalmente asesinado. Las investigaciones llegaron identificar a Jorgelys Bárbara Viloria Martínez, una extrabajadora de nacionalidad venezolana y expareja de un miembro del "Tren de Aragua", como la autora del hecho siendo el móvil la venganza en coordinación con hampones de la banda crimninal "Los malditos del Cagua".
En mayo del 2023, miembros del "Tren de Aragua" asesinaron a dos mujeres víctimas de trata de personas y sus cadáveres fueron dejados en la vía del Pasamayito.
El 22 de junio fueron detenidos tres delincuentes extranjeros de nacionalidad venezolana que intentaron secuestrar a la empresaria Lizeth Angélica al momento de llevar a su hijo al colegio San Agustín, en los Olivos. Los delincuentes fueron identificaron como Anderson Méndez Tovar, Frank Silva Romero (con antecedentes en Chile por secuestro y homicidio) y Willy José Alfonso Palacios. Los detenidos pertenecían a "Los Gallegos".
En julio, fue capturado Denis José Torres Marrero, alias "Katya" o "Puré", líder de una facción disidente de "Los Gallegos" que controlaba la explotación sexual en Lima Este.
Por otra parte, el "Búnker" denominado "La Pantera Rosa" fue intervenido por la policía, capturando a José Gonzales Armando, alias "Corazón", amigo del "Maldito Cris". Posteriormente, "Corazón" fue liberado tras un fallo emitido por la magistrada Nathaly Acosta.
El 21 de julio Interpol de Venezuela informó que capturó en Caracas a la venezolana Jorgelys Bárbara Viloria Martínez, implicada en el secuestro y asesinato del odontólogo peruano Christian Quispe Culqui en Lima. Viloria era pareja de un miembro del "Tren de Aragua".
El 17 de agosto, sicarios de "Los Gallegos" asesinaron a 3 miembros de una familia quienes se dedicaban a los préstamos. El triple asesinato se realizó en Cañete. En Pataz, La Libertad, fueron capturados 8 miembros del "Tren de Aragua" que usaban stickers simulando ser rondas campesinas. Junto a ellos fueron capturados 4 miembros de "Barrio King". En San Juan de Lurigancho, fueron capturados Alexander Chaparro Medina, Jesús Gonzales, Jean Carlo Delgado y Luicnelly Moreno; quienes se dedicaban a la explotación sexual y al maltrato de las mujeres que tenían a su cargo.
El 29 de agosto de 2023, ante los pedidos de implementar el denominado "Plan Bukele" en Perú, se anunció la implementación del denominado "Plan Boluarte" (en referencia a la presidenta Dina Boluarte). Dicho anuncio fue realizado por el presidente del consejo de ministros, Alberto Otárola, quien especificó que "aquí ni va a haber un Plan Bukele, aquí habrá un Plan Boluarte". Dichas declaraciones las hizo tras presentar una petición de facultades legislativas para la lucha contra el crimen al congreso.
El 4 de septiembre, fueron capturados 3 integrantes de "Los Tratantes de Chala", facción del "Tren de Aragua" que opera en Arequipa. Los capturados fueron identificados como Carmen Yesenia Cahuana Castro, José Miguel Pérez García, alias "Negro", y Yorber Peña Montero, alias "Toto". En el operativo, fueron rescatadas 7 mujeres que eran explotadas sexualmente. Las mujeres habían sido captadas en Venezuela y trasladas a Lima por un sujeto con el alias de "El Calvo". El 15 de septiembre, fueron rescatadas del "Tren de Aragua" 4 extranjeras que eran explotadas sexualmente en San Juan de Miraflores. En dicho lugar se recuperó la pistola que el "Maldito Cris" arrebató, después de asesinarlo, al suboficial Jonathan Puga Macedo.
El 20 de septiembre, el gobierno venezolano desplegó la Operación de Liberación Cacique Guaicaipuro para recuperar el control del penal de Tocorón en la que participaron 11 mil efectivos dela Fuerza Armada Nacional Bolivariana. Se informó que el líder del "Tren de Aragua", el "Niño" Guerrero, fugó a través de túneles antes de que se produjera la intervención. Según, el Observatorio Venezolano de Prisiones (OVP), la intervención al penal de Tocorón fue negociado y permitida por el "Nino" Guerrero. Sobre el paradero del "Niño" Guerrero, se especuló que podría haber fugado hacia Colombia o al Perú junto a cabecillas subordinados.
El 25 de septiembre del 2023 el ministro del Interior del Perú, Vicente Romero, confirmó que el "Niño Guerrero" cabecilla del Tren de Aragua, fue incluido en el Programa de Recompensas de la Policía Nacional. El gobierno peruano ofrece medio millón de soles (132.000 dólares) a quien entregue información sobre su paradero, si ingresa al país tras su fuga de una cárcel en Venezuela.
El 27 de septiembre, fue asesinada Milenka Coraquillo, que se dedicaba al trabajo sexual. Eddy Valencia Maldonado, alias "Chavo", fue sindicado como el autor del asesinato trabajando en alianza con el "Tren de Aragua". En el operativo policial para capturar a los involucrados en el asesinato se capturó a Eduar Duvalier Falcon Sanavria, alias "Chapuli". Otros capturados fueron Sikiu Adriana González Fernández, alias "La Rulos" (esposa de "Chapuli" y trabajadora sexual), Standy Jonaike Zavala Ventura, alias "El Negro", y Freddy Daniel Toro Acosta, alias "El Chivo".
En un vídeo, difundido por redes sociales, la banda criminal extranjera "Los Gallegos" amenazó con matar peruanos en La Victoria, El Agustino o cualquier otro distrito que continúe atentando contra los venezolanos. También amenazaron con atacar colegios, por lo cual, las clases fueron suspendidas en tres distritos (La Victorial, El Agustino y San Luis). El 3 de noviembre, el jefe de la Dirección Nacional de Investigación Criminal de la PNP, general Óscar Arriola, informó que 1900 policías y 92 vehículos fueron desplegados a los distritos de La Victoria y El Agustino para proteger el orden interno. Para dicho mes, el INPE trasladó al Penal de Challapalca dos integrantes de "Los Hijos de Dios" Enrique Serrano Salas, alias "Caracas", y Jonathan Jesús Bonillo Pereira, alias "Jonathan", debido a su comportamiento negativo.
El 23 de diciembre son capturados 22 miembros de red criminal "Los hijos de Dios" miembros de banda ligada al ‘Tren de Aragua’ fueron detenidos en operación realizada en varias regiones, que se dedica a la trata de personas para su explotación sexual, que operaban en Lima, Lambayeque, La Libertad y Junín. En Lima fueron detenidos Geraldine Delgado Tello (encargada del cobro de cupos en la zona sur de Lima), Yimar Corrales Pérez, Christopher Torres Moreno, Maryoris Ramos Ortiz, Róger Carrillo Mesa (Mérida), Isabel Cubillas Jiménez, Juan Rodríguez García, Joselyn Gonzales Mezones, Giovanny Naranjo Romero, Enyermari Catanmo Moreno y Raibeils Díaz Caraballo. Entre tanto, en Junín fue arrestado Yeliannys Michael Martínez Rada. Su mentor fue Wilkeiber Yonaiker Pérez quien abandonó el país. El líder de dicha red criminal, Enyer Alberto Durand Mujica, alias "El abuelo", también fue capturado.

### Año 2024

#### Pérdida de influencia
A través de un testimonio dado por una trabajadora sexual de Lince en el programa Punto Final, se supo que los miembros del "Tren de Aragua" recibían protección de funcionarios corruptos de la policía. Según la policía, los criminales buscaban "copar" y "comprar" a funcionarios locales para evitar el cese de sus actividades además de que "el Tren de Aragua piensa que ha perdido la batalla mas no la guerra contra la PNP" por lo que buscaban fortalecer su presencia en las áreas que controlaban y expandirse a otros sectores a "como dé lugar".
Para junio de 2024, tras el ataque de dos trabajadoras sexuales de nacionalidad venezolana en Risso hizo saber que el "Tren de Aragua" no controlaba la zona. Se detalló la presencia de "One Family", una organización criminal liderada por Danny Zapata Sosa, alias "El Chino", un criminal peruano que tenía bajo su control a antiguos miembros del "Tren de Aragua". Otro criminal que ganó influencia fue Erick Moreno Hernández, alias "El Monstruo", también de nacionalidad peruana.

#### Otras acciones
El 4 de febrero, fueron capturados en Trujillo Katherine Nazaret Guanires Shazin, Rony Daniel Reyes Campos, Leudys Josefina Sánchez Díaz, Brayan Alejandro Mejías Contreras y Aníbal José Gil, ligados a "Los hijos de Dios". Los detenidos estuvieron involucrados en el asesinato de un compatriota suyo de nacionalidad venezolana registrado el 31 de enero del mismo año. El 8 de febrero, la policía desarticuló una cédula de "Los Gallegos" que operaban en Trujillo y se rescató a seis menores que habían secuestrados en Chimbote para obligar a sus madres a prostituirse. El 9 de febrero fueron capturados Kleiver Alexander Gonzales Hernández y Royber Rafael Peña Espinoza, quienes portaban armas de fuego, en el distrito limeño de Santa Anita, siendo ambos miembros del "Tren de Aragua".
Tras un informe de inteligencia, se alertó que Ramses Abraham Rivas Villanueva, alias "Ramsés", y Cristhian David Zabala Rondón, alias "Loco AKM", ambos miembros de "Los Gallegos", pretendían desde el Penal Ancón I controlar las operaciones de la organización criminal desde la prisión. Debido a esto, "Ramsés" fue trasladado al Penal de Challapalca mientras que el "Loco AKM" fue llevado al Penal de Cochamarca. Se reportó, además, que miembros de "Guerrilla Pobre" del "Tren de Aragua" estuvieron involucrados en el asesinato de "Jazmín", una trabajadora sexual. Según se informó, los delincuentes venían los sábados a cobrar los cupos y a amenazar.
El 7 de marzo, fue capturado Rubén Darío Vargas Barrios, alias "Puré", considerado cabecilla de una de las facciones del "Tren de Aragua" que tenía presencia en San Juan de Lurigancho. Anteriormente, el 12 de diciembre del 2023, había escapado en medio de una balacera en la que quedaron heridos dos policías. Los otros detenidos en el operativo, tras una labor de inteligencia, fueron Julio César Sumari Muela, alias "Valúa"; Marlon Raúl Valenzuela de La Cruz, Genaro Ludeña Melgarejo y Alexander José Luna Urbano, todos de nacionalidad peruana.
El 22 de junio el jefe de Estado Mayor de la Policía, Óscar Arriola informó que capturaron a 520 integrantes de la organización de crimen trasnacional "Tren de Aragua" durante un operativo denominada "Amanecer Seguro", permitió detener a 395 personas con requisitoria judicial y otras 690 personas presuntamente implicadas en diversos delitos. Añadió que se incautaron 48 armas de fuego y se recuperaron 56 vehículos y 480 celulares robados. Los capturados son parte de los 3600 extranjeros detenidos en Perú, muchos de ellos venezolanos acusados de graves crímenes.
Tras ser capturado por la policía, el 17 de octubre, Ángel García Hernández, alias "Barbas", fue entregado a la policía chilena debido a su involucramiento en el asesinato de 5 personas en la localidad chilena de Lampa.

### Año 2025

#### Amenaza a la policía
El 10 de febrero, el general Aldo Ávila Novoa, jefe de la Dirección Contra la Trata de Personas y Tráfico Ilícito de Migrantes de la PNP, declaró que se tenía al "Tren de Aragua" desarticulado en Perú. Sin embargo, a las pocas horas, un individuo parte del "Tren de Aragua" declaró para el programa Ocurre Ahora, de ATV, que "Lunes 10 de febrero de 2025. ¿El Tren de Aragua sigue en Lima? Sí, sigue en Lima. Extorsionando y cobrando plazas. Desde Colombia se maneja todo, acá en Perú solo están los ‘cachorros’ nada más, tal como ellos se hacen llamar". A través de las redes sociales, se difundió un video donde un grupo de individuos declaraban que "Aquí estamos, oye. Por aquí andamos, oyó. Este es el ‘Tren’, no hay nada de esos locos. Aquí somos nosotros, los guapos de verdad. Las tenemos trabajando, mi gente. Está todo tomado, mi gente".

#### Otras acciones
El 26 de enero, fueron capturados Carlos Eduardo Oraa Torres, Axel Ernesto Sánchez Brito y Victoria Winifer Geraldine Millen Idrogo, alias "Lady", miembros de "Los extravagantes del crimen", una facción del "Tren de Aragua".
El 7 de febrero, fueron capturados 24 personas ligadas al "Tren de Aragua" en un operativo conjunto de la policía peruana y la Oficina de Investigaciones de Seguridad Nacional de Inmigración y Aduanas de la Embajada de los Estados Unidos en Perú. Se rescataron 84 víctimas de explotación sexual, siendo alrededor de 50 de ellas menores de edad.
El Congreso del Perú declaró el 13 de marzo organización terrorista al "Tren de Aragua", señalando “ su estructura jerárquica, métodos violentos y fines desestabilizadores contra el orden constitucional peruano”. La moción recibió 77 votos a favor, 10 en contra y 3 abstenciones. En uno de sus artículos se exhorta al Ministerio de Relaciones Exteriores, junto a otros países, a gestionar ante las Naciones Unidas e instancias regionales, la designación conjunta del "Tren de Aragua" como organización terrorista transnacional. El Perú se suma a otros países como Estados Unidos (en enero), Argentina (en febrero) que también han designado como organización terrorista al "Tren de Aragua". En julio de 2025 se sumó Trinidad y Tobago.
El 5 de junio la policía del Perú, junto a Digimin y la Fiscalía del Perú detuvo a 11 miembros de la red criminal "Guerrilla Pobre", una facción remanente del "Tren de Aragua". En Lima se allanaron 11 inmuebles y se rescató a ocho mujeres víctimas de trata.